# Campionato Italiano Slalom 2018
Il Campionato Italiano Slalom (CIS) 2018 si è svolto tra il 29 aprile e il 14 ottobre 2018 in 8 gare distribuite in sette regioni diverse. Il titolo di campione italiano assoluto slalom è stato vinto per la prima volta da Giuseppe Castiglione, mentre quelli di campione italiano e campione under 23 sono stati vinti, rispettivamente, da Antonino Carpentieri e Emanuele Schillace.

## Calendario e risultati
| Tappa | Data         | Slalom                            | Sede             | Vincitore            |
| ----- | ------------ | --------------------------------- | ---------------- | -------------------- |
| 1     | 29 aprile    | Slalom Torregrotta-Roccavaldina   | Torregrotta      | Giuseppe Castiglione |
| 2     | 3 giugno     | Slalom dell'Agro Ericino          | Valderice        | Emanuele Schillace   |
| 3     | 17 giugno    | Maxi slalom Salerno-Croce di Cava | Cava de’ Tirreni | Giuseppe Castiglione |
| 4     | 1º luglio    | Slalom dei Trulli-Monopoli        | Monopoli         | Luigi Vinaccia       |
| 5     | 22 luglio    | Slalom Città di Campobasso (*)    | Campobasso       | Giuseppe Castiglione |
| 6     | 9 settembre  | Slalom Garessio-San Bernardo      | Garessio         | Salvatore Venanzio   |
| 7     | 30 settembre | Slalom Città di Bolca             | Vestenanova      | Fabio Emanuele       |
| 8     | 14 ottobre   | Slalom monte Condrò               | Serrastretta     | Salvatore Venanzio   |

(*) Gara rinviata dal 20 maggio al 22 luglio.

## Classifiche

### Classifica campionato italiano assoluto piloti
Sono 41 i piloti presenti nella classifica di cui si riportano le prime cinque posizioni.
| Pos | Pilota               | Vettura                   | Gruppo-Classe | TOR  | AGE | SAL | MNP | CBS | GAR | BLC  | CND  | Punti |
| --- | -------------------- | ------------------------- | ------------- | ---- | --- | --- | --- | --- | --- | ---- | ---- | ----- |
| 1   | Giuseppe Castiglione | Radical SR4 Suzuki        | E2SC-E2SC1600 | 15   | (6) | 15  | (8) | 15  | 12  | 18   | 18   | 93    |
| 2   | Salvatore Venanzio   | Radical SR4 Suzuki        | E2SC-E2SC1600 | (10) | 12  | 12  |     | 12  | 15  | 12   | 22,5 | 85,5  |
| 3   | Emanuale Schillace   | Radical SR4 Suzuki        | E2SC-E2SC1600 | 12   | 15  | 10  | 12  | 10  | (8) | (9)  | 15   | 74    |
| 4   | Fabio Emanuele       | Osella PA 9/90 Alfa Romeo | E2SC-E2SC2000 | 8    | 8   | (6) | 10  | (8) | 10  | 22,5 | 12   | 70,5  |
| 5   | Luigi Vinaccia       | Osella PA 9/90 Honda      | E2SC-E2SC2000 | 5    | 5   | 8   | 15  | 2   |     | 7,5  |      | 42,5  |

Tra parentesi i punteggi scartati.

### Classifica campionato italiano piloti
La graduatoria si compone di 476 piloti dei quali si riportano i primi dieci classificati.
| Pos | Pilota               | Vettura                   | Gruppo-Classe | TOR | TOR | AGE   | AGE | SAL   | SAL | MNP   | MNP | CBS   | CBS | GAR | GAR | BLC    | BLC   | CND  | CND | Punti |
| Pos | Pilota               | Vettura                   | Gruppo-Classe | Gr  | Cl  | Gr    | Cl  | Gr    | Cl  | Gr    | Cl  | Gr    | Cl  | Gr  | Cl  | Gr     | Cl    | Gr   | Cl  | Punti |
| --- | -------------------- | ------------------------- | ------------- | --- | --- | ----- | --- | ----- | --- | ----- | --- | ----- | --- | --- | --- | ------ | ----- | ---- | --- | ----- |
| 1   | Antonino Carpentieri | Peugeot 106 Rally         | N-N1600       | 4,5 | 4   | (4,5) | (4) |       |     | 5     | 6   | 5     | 6   | 5   | 6   | 7,5    | 9     | 7,5  | 9   | 74,5  |
| 2   | Benedetto Guarino    | Peugeot 106 Rally         | N-N1600       | 5   | 6   | 5     | 6   | (1)   |     | (3,5) | (2) | 4,5   | 4   | 4,5 | 4   | 6      | 4,5   | 6    | 4,5 | 60    |
| 3   | Ignazio Bonavires    | Peugeot 106 Rally         | N-N1600       | (3) | (1) | 4     | 3   | 4     | 4   | 4,5   | 4   | (3,5) | (2) | 4   | 3   | 6,75   | 6     | 6,75 | 6   | 56    |
| 4   | Giuseppe Castiglione | Radical SR4 Suzuki        | E2SC-E2SC1600 | 5   | 6   | (3)   | (2) | 2,5   | 5   | (1)   | (2) | 5     | 6   | 2   | 4   | 3      | 7,5   | 3    | 6   | 55    |
| 5   | Salvatore Venanzio   | Radical SR4 Suzuki        | E2SC-E2SC1600 | 4   | 3   | 4,5   | 4   | 2     | 3   | (0,5) | (1) | 4,5   | 4   | 2,5 | 6   | (1,5)  | (3)   | 3,75 | 7,5 | 48,75 |
| 6   | Matteo Togn          | Volkswagen Golf Gti       | S-S6          | 3,5 | 4   |       |     | 0,5   | 3   |       |     | 3     | 2   | 4,5 | 6   | 7,5    | 6     | 3    | 3   | 46    |
| 7   | Rocco Porcaro        | Peugeot 106 Rally         | RS-RS1.6      | 5   | 6   |       |     | 2,5   | 2   |       |     | 2,5   | 4   | 2,5 | 3   |        |       | 7,5  | 9   | 44    |
| 8   | Emanuele Schillace   | Radical SR4 Suzuki        | E2SC-E2SC1600 | 4,5 | 4   | 5     | 6   | (1,5) | (2) | 2     | 4   | 4     | 3   | 1   | 3   | (0,75) | (1,5) | 2,25 | 4,5 | 43,25 |
| 9   | Fabio Emanuele       | Osella PA 9/90 Alfa Romeo | E2SC-E2SC2000 | 3,5 | 3   | 3,5   | 5   | (0,5) | (1) | (1,5) | (1) | 3,5   | 3   | 1,5 | 2   | 3,75   | 6     | 1,5  | 4,5 | 40,75 |
| 10  | Domenico Gangemi     | Fiat 127                  | E1-E1 1400    | 2,5 | 2   | 4,5   | 6   | 4,5   | 4   | 5     | 2   | 2,5   | 4   |     |     |        |       |      |     | 37    |
| Pos | Pilota               | Vettura                   | Gruppo-Classe | Gr  | Cl  | Gr    | Cl  | Gr    | Cl  | Gr    | Cl  | Gr    | Cl  | Gr  | Cl  | Gr     | Cl    | Gr   | Cl  | Punti |
| Pos | Pilota               | Vettura                   | Gruppo-Classe | TOR | TOR | AGE   | AGE | SAL   | SAL | MNP   | MNP | CBS   | CBS | GAR | GAR | BLC    | BLC   | CND  | CND | Punti |

Tra parentesi i punteggi scartati.

### Classifica campionato piloti under 23
I primi tre piazzamenti, in una classifica composta da 36 piloti, sono:
| Pos | Pilota             | Vettura                | Gruppo-Classe | TOR | AGE | SAL | MNP | CBS | GAR | BLC | CND | Punti |
| --- | ------------------ | ---------------------- | ------------- | --- | --- | --- | --- | --- | --- | --- | --- | ----- |
| 1   | Emanuele Schillace | Radical SR4 Suzuki     | E2SC-E2SC1600 | 6   | 8   | 2   | 4   | 6   | 3   | 1   | 3   | 33    |
| 2   | Giuseppe D’Aversa  | Peugeot 106 Rally      | N-N1400       |     |     | 4   | 8   | 3   |     |     | 4   | 19    |
| 3   | Michele Poma       | Ghipard GHI 008-Suzuki | E2SS-E2SS1150 | 3   | 3   | 2   | 2   | 3   |     |     |     | 13    |